# Truncatoflabellum spheniscus
Espèce
Statut CITES
Truncatoflabellum spheniscus est une espèce de coraux appartenant à la famille des Flabellidae.